# 삼성 SGH-T401G

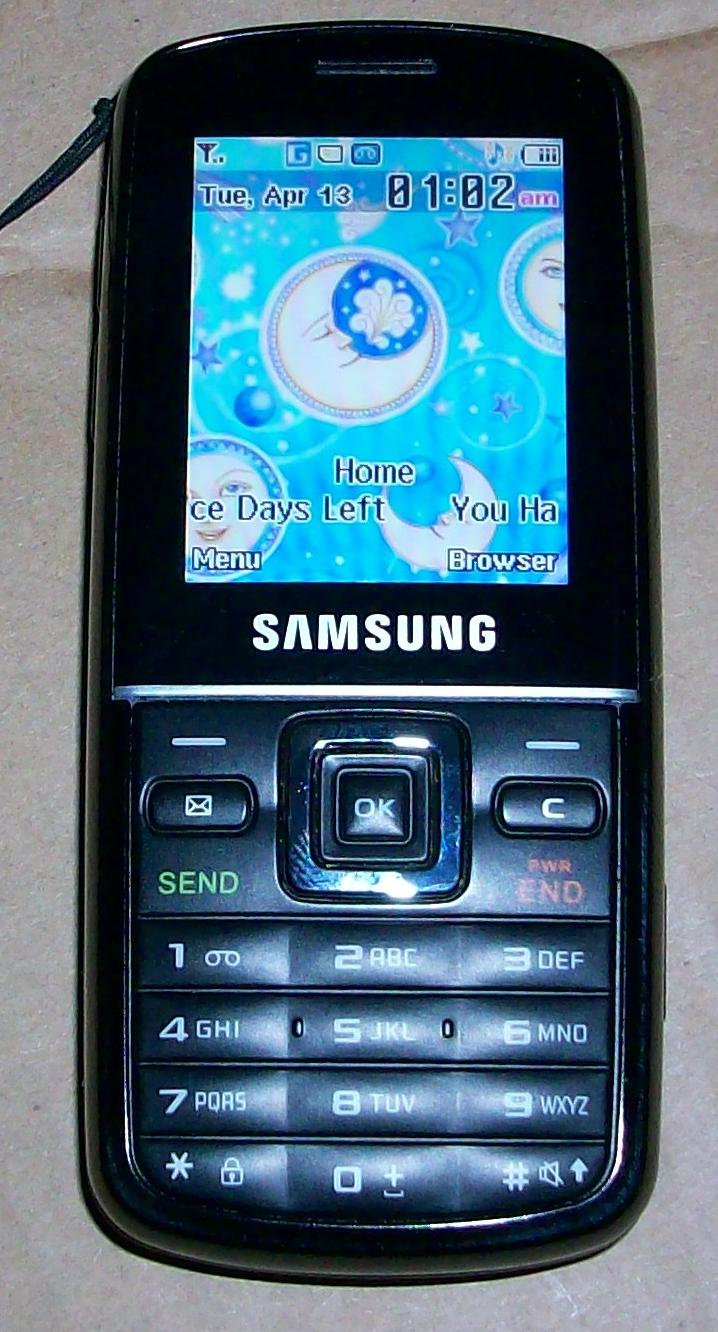
삼성 T401g

삼성 SGH-T401G(Samsung SGH-T401G)는 삼성이 넷10, 트랙폰 와이어리스, 스트레이트 토크의 미국 GSM 네트워크에서 사용하도록 제조한 측면 슬라이더 메시징 피처폰이다.

## 하드웨어 및 기능

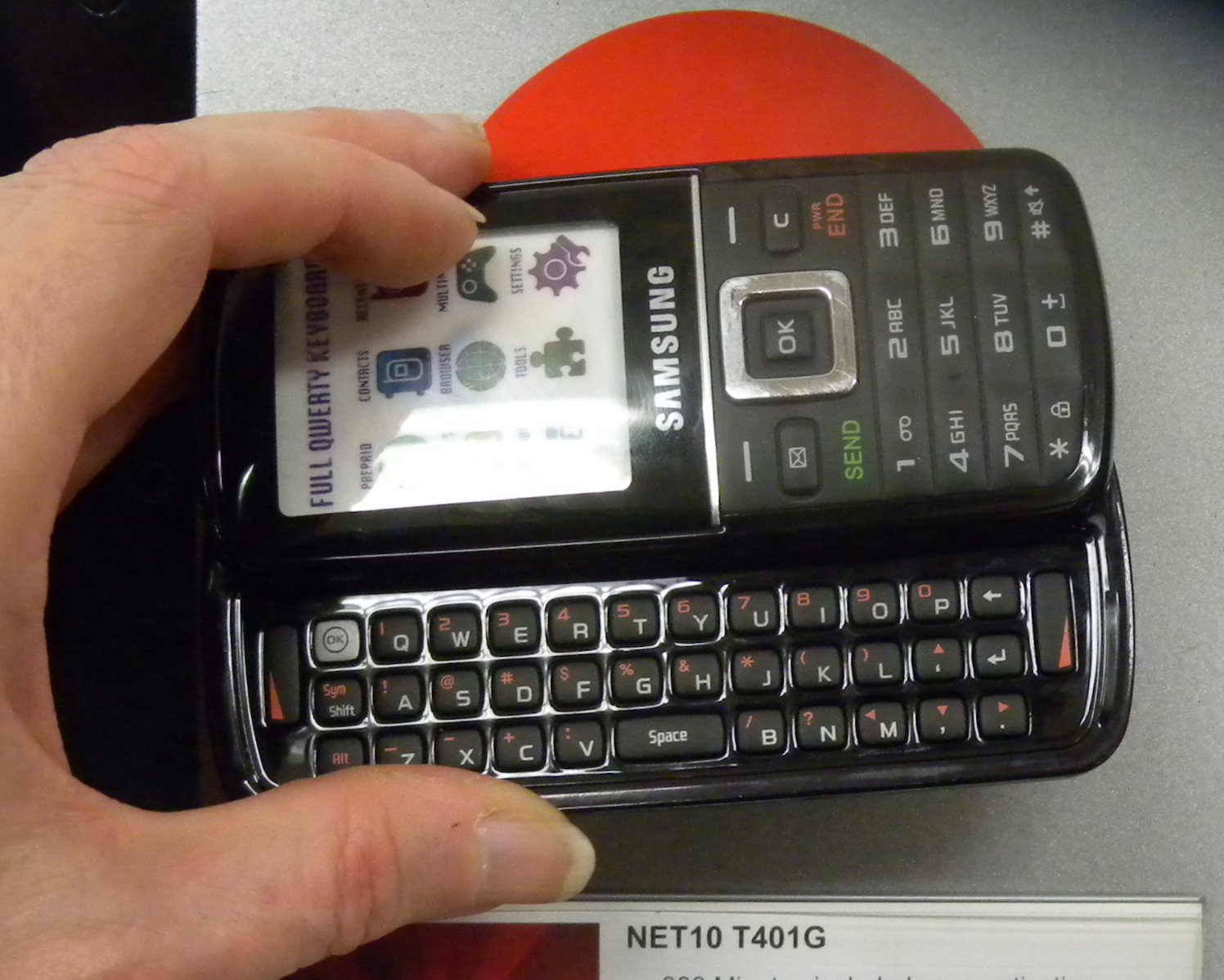
QWERTY 자판을 보여주는 열린 상태

전화기 전면에는 12개의 입력 키와 11개의 기능 키로 구성된 전통적인 23키 키패드가 있으며, 이 중 하나는 원터치 문자 메시지 전용이다. 전체 38키 QWERTY 자판이 왼쪽으로 밀려 나온다(사진).
후면에는 1.3 메가픽셀 카메라와 비디오 레코더가 있다. 이 장치는 또한 블루투스, 스테레오 및 음악 저장을 위한 MicroSD 카드 슬롯을 지원한다.
소프트웨어 기능으로는 문자 및 사진 메시징, 웹 브라우저, MP3 플레이어가 있다.